# Žitný ostrov

ligging van het gebied in Slowakije

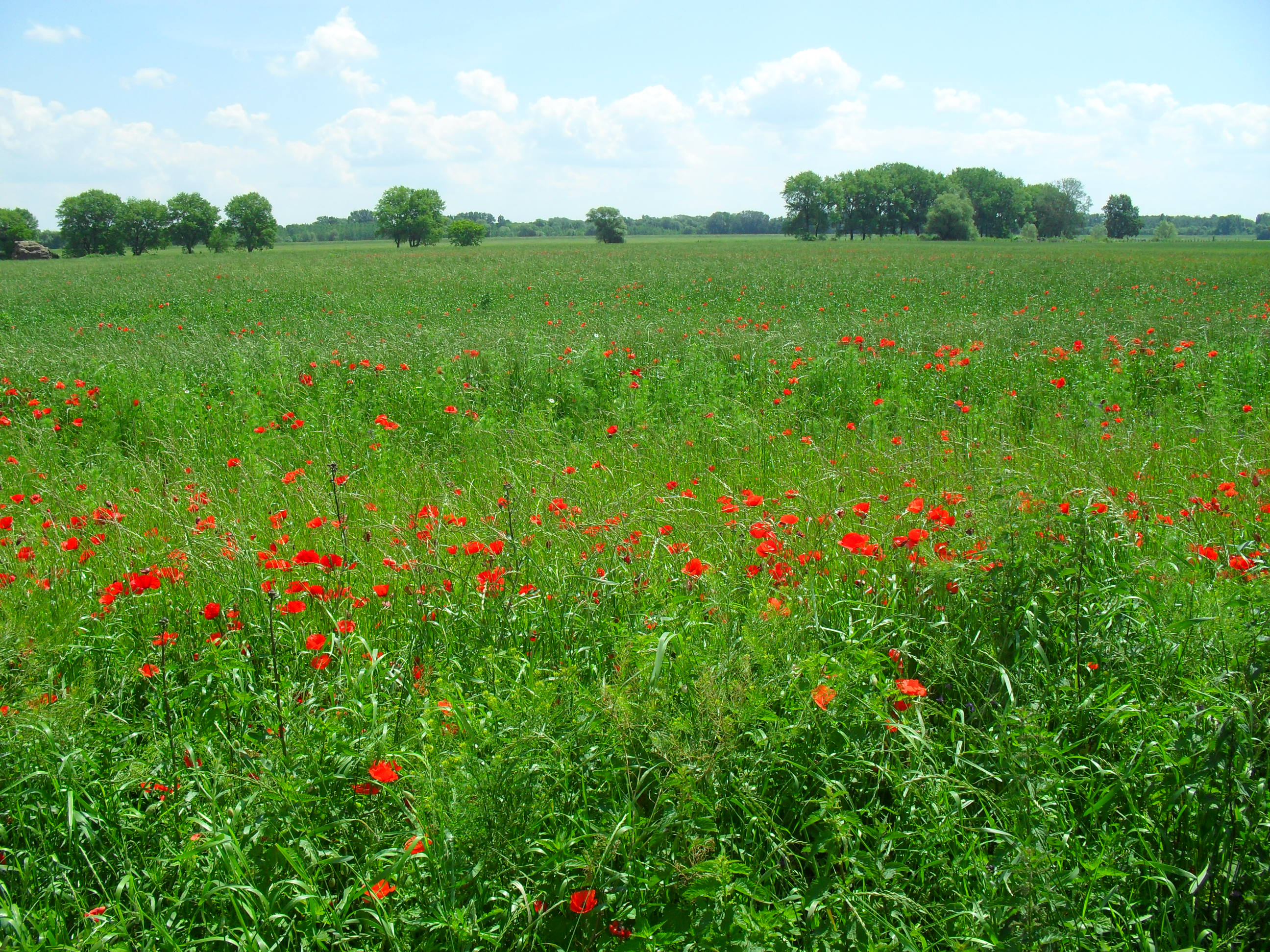
Landschap bij Kolárovo

Žitný ostrov (Hongaars: Csallóköz, Duits: Große Schüttinsel) is het grootste riviereiland van Europa. Het gebied behoort tot Slowakije en wordt ingesloten door de Donau, de Kleine Donau (Malý Dunaj) en de Vah. Het heeft een oppervlakte van 1886 km², met een lengte van 84 km en een grootste breedte van 30 km.
Het eiland ligt ten oosten van de Slowaakse hoofdstad Bratislava, waarvan een klein deel ook op het eiland ligt. De grootste stad op het eiland is Komárno. Het grootste deel van het eiland behoort bestuurlijk tot het district Dunajska streda, een kleiner deel tot het district Komárno. Verder ligt een deel in het district Senec en in het stadsdistrict Bratislava II. Ruim 90% van de bevolking bestaat uit etnische Hongaren.
De Slowaakse naam Žitný ostrov kwam in 1919 in gebruik, nadat het gebied in Tsjecho-Slowakije was komen te liggen. De naam is ontleend aan het Duits (Schütt > Žit): de Duitse naam, die Slibeiland betekent, werd in 1264 voor het eerst opgetekend. Tot 1919 heette het eiland in het Slowaaks Čalokez, naar het Hongaarse Csallóköz. Deze naam werd in 1267 voor het eerst genoemd; het naamelement Csalló is de oude naam voor de Kleine Donau.

In het Nederlands heette het eiland vroeger wel het grote eiland Schutt, of de grote Schutt. Zijn tegenhanger, het kleine eiland Schutt (Kleine Schüttinsel), ligt op de rechter Donauoever in Hongarije en is thans bekend onder de Hongaarse naam Szigetköz.
Sinds in 1992 bij de omstreden waterkrachtcentrale van Gabčíkovo een 38,5 km lang kanaal in gebruik werd genomen dat 80% van het water van de Donau aan de hoofdstroom onttrekt, zijn drie dorpen van Žitný ostrov gescheiden. Deze liggen ingeklemd tussen het brede kanaal (Vodné dielo Gabčíkovo) en de oude Donaustroom, die nog steeds de landsgrens vormt.

## Steden op het eiland Žitný ostrov
- Komárno - 34.349 inwoners (54% Hongaren)
- Dunajska Streda - 22.477 inwoners (74,5% Hongaren)
- Šamorín - 12.726 inwoners (57% Hongaren)
- Kolárovo - 10.696 inwoners (76,7% Hongaren)
- Veľký Meder - 8.859 inwoners (76,6% Hongaren)